# Billboard (reklama)

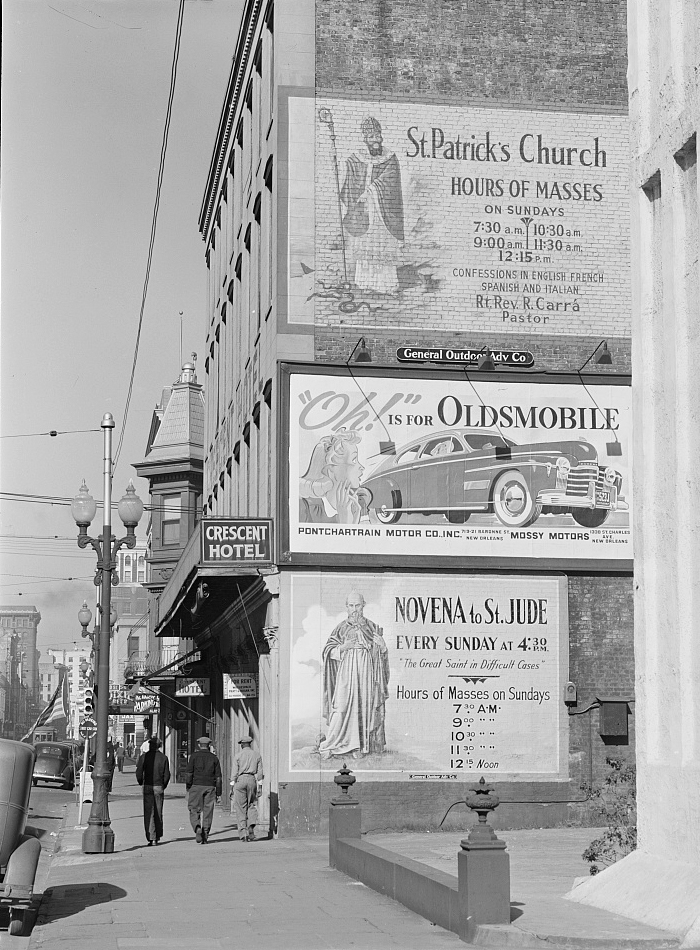
Nowy Orlean, Luizjana (1941 rok)

Billboard (ang. bill – afisz; board – tablica) – dużych rozmiarów tablica lub plakat reklamowy, stosowany głównie w reklamie zewnętrznej.
Stanowi nośnik reklamy, będący dużą powierzchnią reklamową, umieszczaną jako:
- billboard ścienny – na elewacjach budynków,
- billboard statyczny – słupach osadzony w ziemi,
- billboard mobilny – na przyczepie.

Najpopularniejsze formaty nośników sieciowych (to jest standaryzowanych) stosowane w Polsce to:
- billboardy/freeboardy 12 m² o formacie 5,04×2,38 metra (tzw. format europejski, eurobillboard);
- billboardy/freeboardy 12 m² o formacie 4×3 metry;
- billboardy/freeboardy 18 m² o formacie 6×3 metry;
- billboardy/freeboardy 36 m² o formacie 12×3 metry;
- billboardy/freeboardy 48 m² o formacie 12×4 metry;
- citylighty 1,2×1,8 na wiatach przystanków miejskich;
- inne citylighty 1,2×1,8 – naścienne, wolnostojące, na latarniach;
- billboardy 6 m² (aktualnie spotykane w metrze).

Głównie w dużych miastach występują również megaboardy, mające najczęściej formaty niestandardowe, o powierzchniach powyżej 50 m² i dochodzących do 300 m² (reklamy na budynkach).

## Galeria

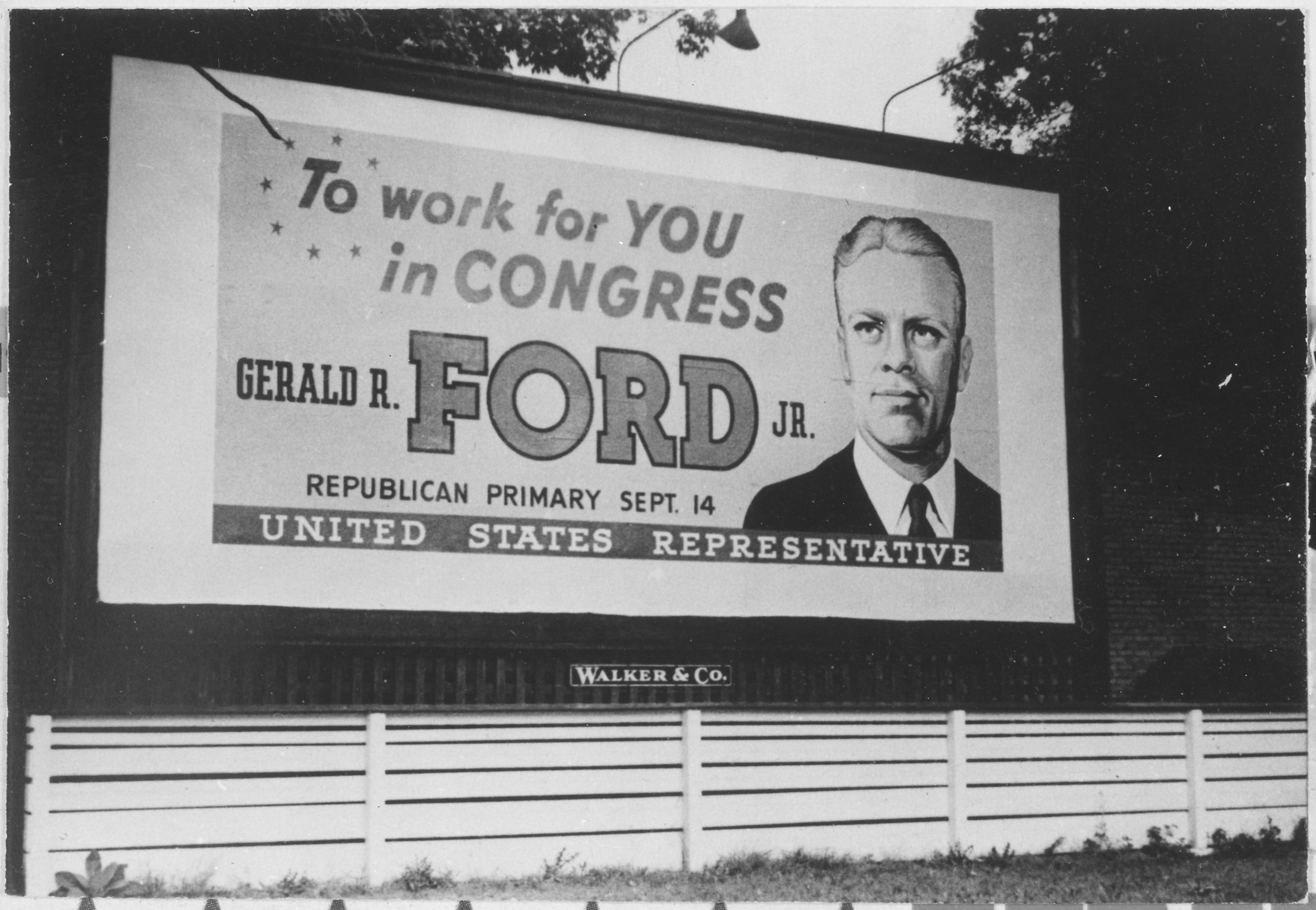
Billboard przedstawiający Geralda Forda (kampania wyborcza do Izby Reprezentantów w 1948 r.)
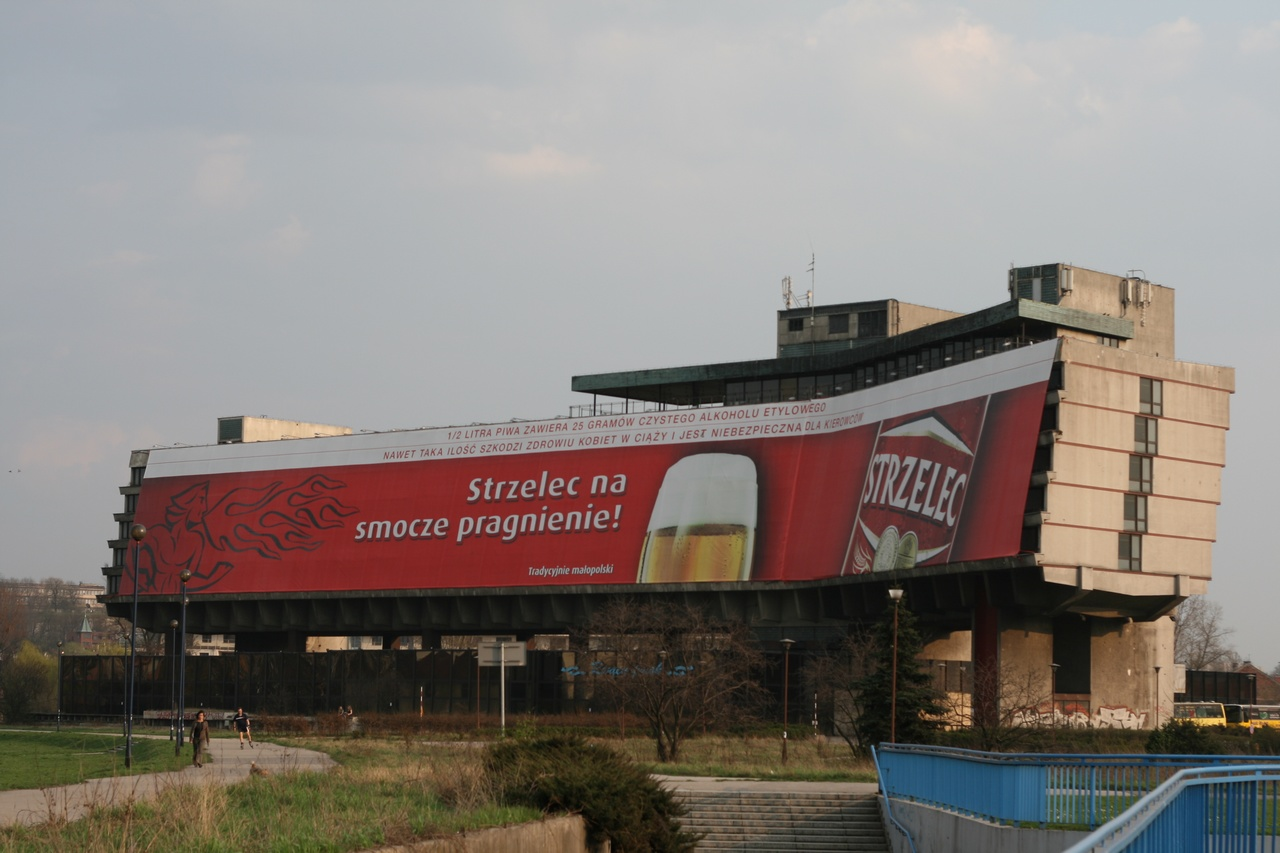
Hotel Forum w Krakowie, wzdłuż elewacji ciągnie się największy billboard w Polsce. Reklama zmienia się średnio co miesiąc
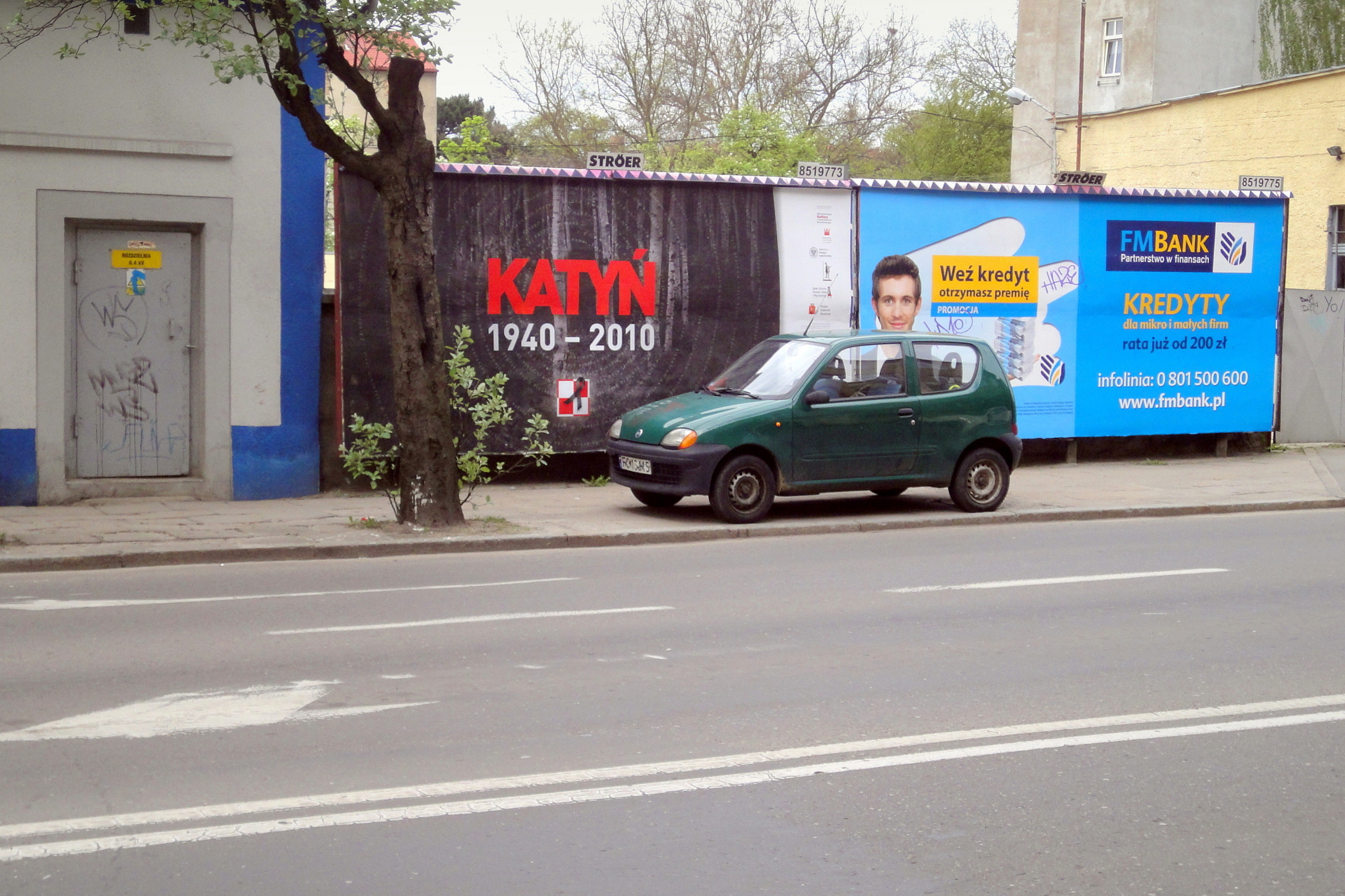
Reklama komercyjna obok politycznej w kwietniu 2010 r.
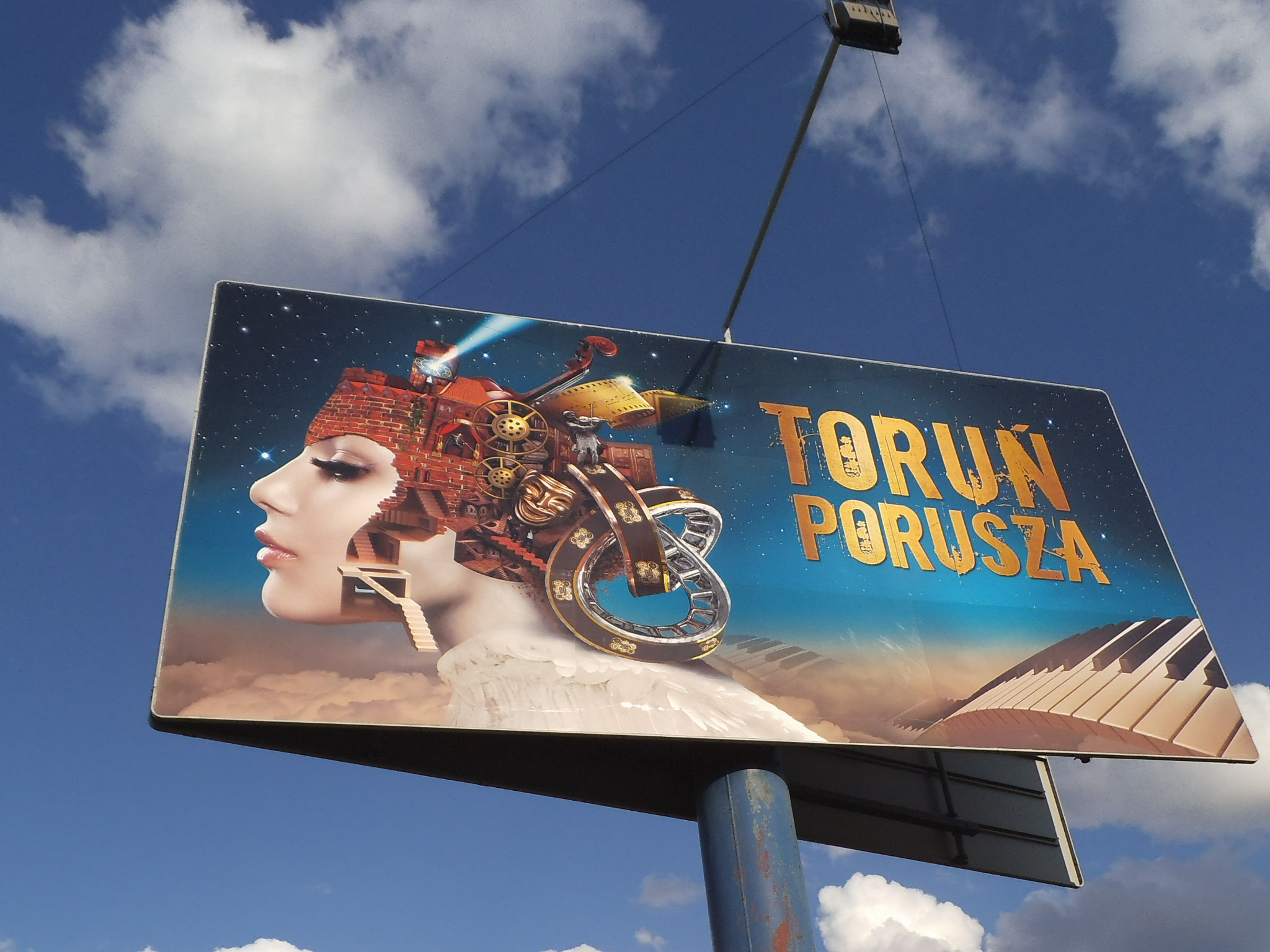
Bilbord z hasłem reklamowym Torunia